# Du côté des tennis
Pour plus de détails, voir Fiche technique et Distribution.
Du côté des tennis est un film français réalisé par Madeleine Hartmann-Clausset et sorti en 1976.

## Fiche technique
- Titre : Du côté des tennis
- Réalisation :	Madeleine Hartmann-Clausset
- Conseiller technique : Néstor Almendros
- Scénario : Madeleine Hartmann-Clausset
- Photographie : Michel Duverger et Pierre Levent
- Son : Jean-François Auger, Pierre Befve et Dominique Hennequin
- Montage : Dominique Martin et Michel Perez
- Musique : Alain Goraguer
- Production : Caméra One - Semeion Films
- Distribution : Planfilm
- Pays d’origine :  France
- Durée : 90 minutes
- Date de sortie : France - 3 novembre 1976

## Distribution
- Marie-Christine Barrault
- Claude Lemaire
- Bernadette Clauzel
- Madeleine Monteil
- Joëlle Rault
- Siglinde Haas
- Colette Jan
- Christiane Duval